# Wulfen (Anhalt)
Wulfen (Anhalt) este o comună din landul Saxonia-Anhalt, Germania.